# Aeschach
Aeschach ist ein zentraler Stadtteil der Großen Kreisstadt Lindau (Bodensee). Er liegt am Ufer des so genannten Kleinen Sees, eines separat liegenden Teils des Obersees, dessen anderes, südliches Ufer die Insel Lindau mit der Altstadt bildet. In Aeschach gibt es drei größere Parkanlagen; in einer davon steht der Hauptsitz der Stadtverwaltung von Lindau (Villa Toskana).

## Geographie
Im Süden wird Aeschach durch das Bodenseeufer begrenzt. Im Westen reicht der Stadtteil in Ufernähe bis zum Bürgermeister-Thomann-Weg, danach schließt sich der Stadtteil Schachen an. Im Osten reicht Aeschach bis zur Lindauer Ach, über welche die Bregenzer Straße 165 Meter östlich vom Europaplatz führt. Der kleine Fluss bildet nach Norden bis zur Reutiner Straße die Grenze mit dem Nachbarstadtteil Reutin. Weiter nördlich folgt diese Verwaltungsgrenze meist der B 12.
Von Aeschach führen eine Straßenbrücke und ein Damm für die beiden Eisenbahnstrecken und Radfahrer/Fußgänger zur Lindauer Insel. Zwischen diesen Verbindungen liegt der Bodenseeabschnitt "Kleiner See". Im Nordwesten von Aeschach liegen der Stadtteil Hoyren, bzw. im Norden Hochbuch. Hochbuch war bis 1922 ein Teil der früheren Gemeinde Aeschach.

## Geschichte
Früheste Besiedlungsspuren fanden sich auf dem Höhenzug bei dem ehemaligen katholischen Friedhof. Hier wurden 1878 römische Siedlungsspuren entdeckt und 1888 die Grundmauern einer ehemaligen Villa suburbana ergraben. Das Gebäude mit Hypokaustenheizung stammt etwa aus dem Jahr 200 n. Chr. und befindet sich heute im sogenannten „Römerpark“, Weiterhin fand sich ein römischer Helm eine spätrömische Zwiebelkopffibel und zahlreiche römische Münzen.
Der erste schriftliche Nachweis von Aesch-Ach als Gewässername stammt aus dem Jahr 802. Der Ortsname bedeutet Wasserlauf mit Eschen. Um 1079 verlegt das Kloster Lindau seinen Markt von Aeschach auf die Insel. 1818 verliert Lindau ihr Landgebiet und Aeschach wird selbständige Gemeinde.
Am 1. Februar 1922 wurde die Gemeinde nach Lindau wiedereingliedert.

## Kultur und Sehenswürdigkeiten

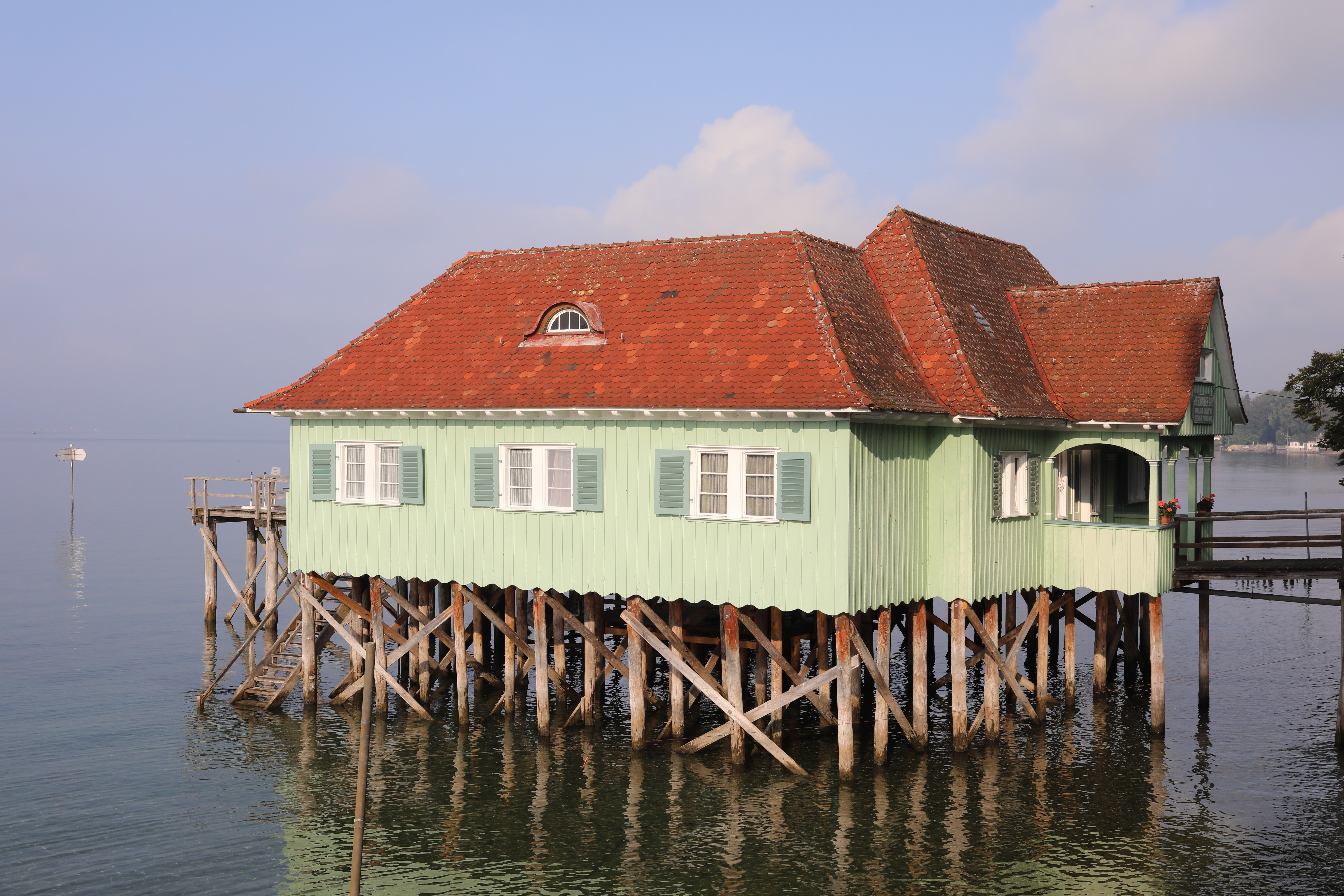
Aeschacher Bad

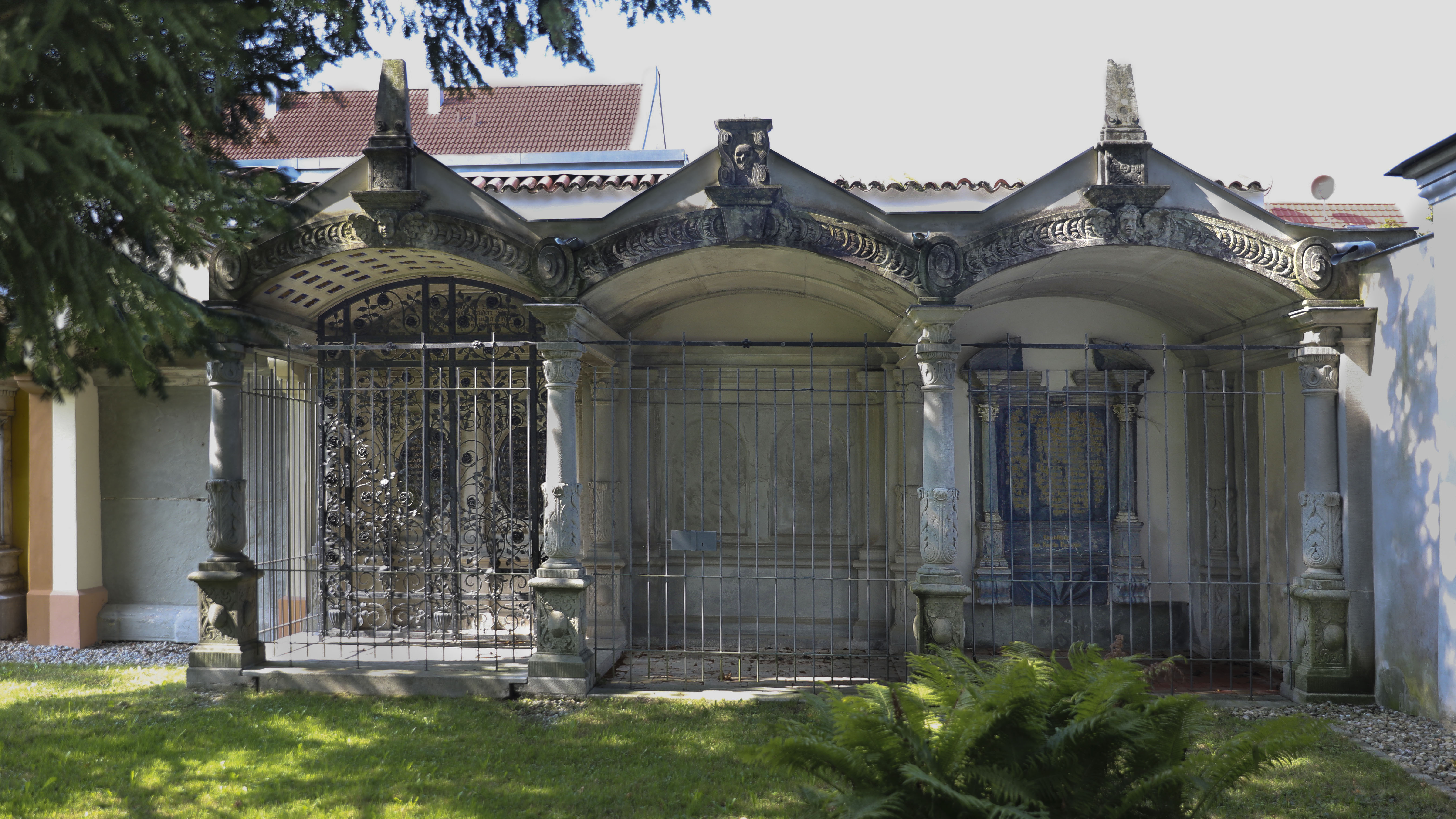
Grabhaus, Alter Friedhof in Aeschach

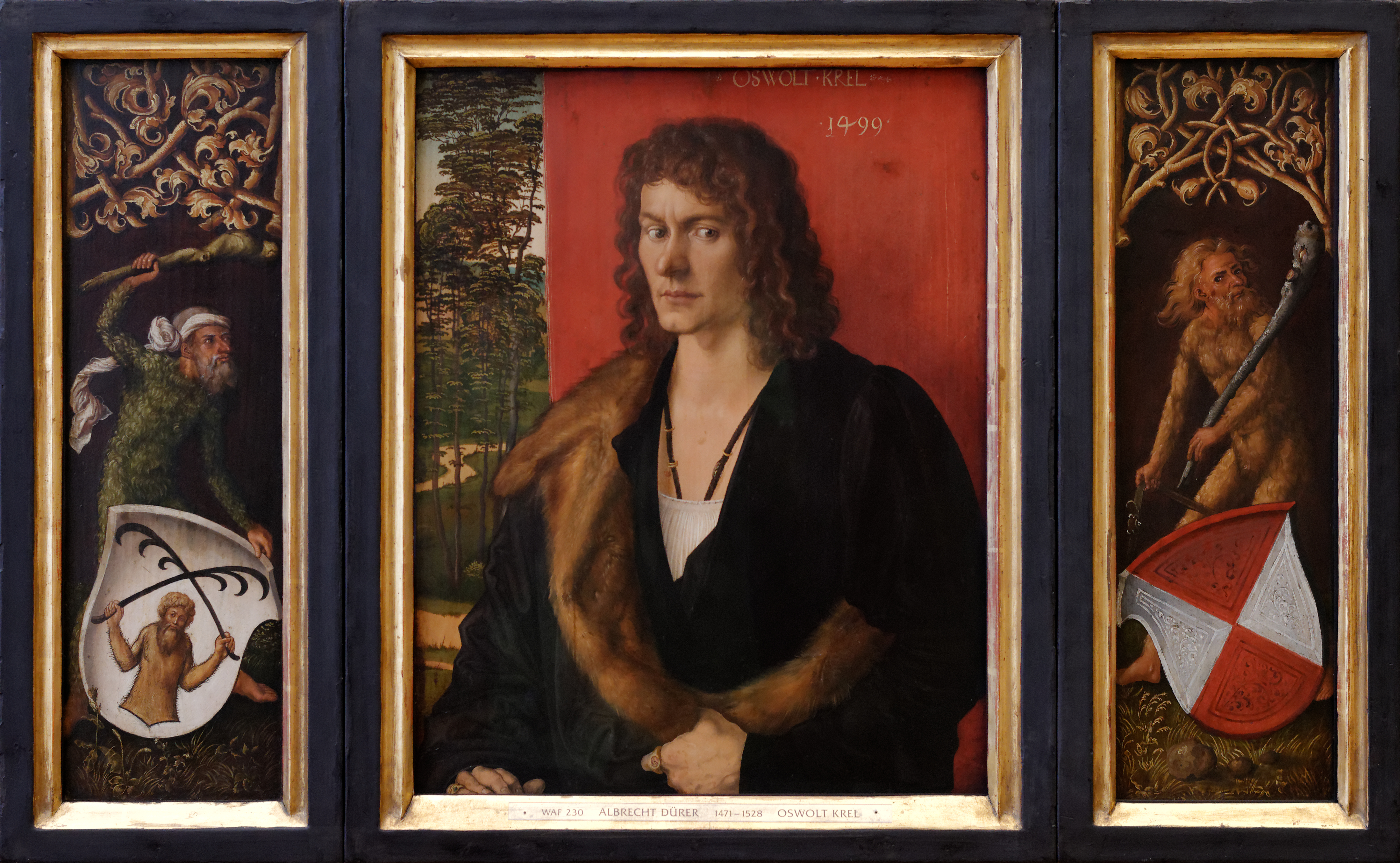
Albrecht Dürer: Porträt des Kaufmanns Oswald Krell (1499)

### Baudenkmäler
Siehe: Liste der Baudenkmäler in Aeschach

### Aeschacher Bad
Das 1911 erbaute Badehaus steht als Pfahlbau am Seeufer.

Das „Lotzbeckhäusle“ neben dem Aeschacher Bad wird heute vom „Bund Naturschutz“ für Ausstellungen zum Naturraum Bodensee genutzt.

### Aeschacher Friedhof
Im Jahr 1515 wurde aus Platzmangel der Friedhof von der Insel auf das Festland, hierher nach Aeschach, verlegt. Der Friedhof diente bis 1915 als Grablege, ist auch als „Alter Friedhof“ bekannt und steht heute unter Denkmalschutz. An hohe Mauern angebaut, stehen hier etwa hundert Grabhäuschen im italienischen Stil mit Grabmalen aus der Renaissance, Barock, Neoklassizismus und Jugendstil sowie die gotische Kröllkapelle (auch Krellsche Kapelle).
Mit einer 1935 von Ludwig Dietz geschaffenen Majolika-Plastik ermahnte der Lindauer Ehrenbürger Ludwig Kick alle Passanten mit der Inschrift „Fahr langsam zum Friedhof“. Die Plastik ist an der Außenmauer des Alten Friedhofs angebracht.
1940 wurde der Alte Friedhof mit seinem sehr schönen Baumbestand in einen Park umgewandelt.

#### Krellsche Kapelle am Aeschacher Friedhof
Die Kapelle wurde als Friedenskapelle des damals neu angelegten Aeschacher Friedhofs erbaut.
Die Bauarbeiten dieser Kapelle wurden 1515 begonnen, 1518 abgeschlossen und waren durch die Lindauer Patrizierfamilie Krell (auch Kröll, Kröl oder Krel) unterstützt worden, was schließlich auch bei der Namensgebung mitentscheidend war.
Der Lindauer Kaufmann Oswald Krell wurde 1499 von Albrecht Dürer porträtiert.
Die 1520 geweihte Kapelle für den Lindauer Kirchhof war aus Steinen einer einstigen in der Nähe gelegenen Römervilla (im heutigen Römerpark) erbaut worden. Sie war Begräbnisort der Lindauer Patrizierfamilie Krell und diente von 1831 bis 1931 als Leichenhaus.

Der Lindauer Ingenieur und Stifter Ludwig Kick ermöglichte 1931/32 die denkmalgerechte Restaurierung der gotischen Kapelle. Der Eingang zur Kapelle liegt über dem sogenannten Armsünderplatz, auf dem seit 1616 in ungeweihter Erde Hingerichtete, Selbstmörder und ungetaufte Kinder vergraben wurden.
2004/05 ist die gotische Krellsche Kapelle wieder umfassend saniert worden. Heute beherbergt sie ein Lapidarium mit einer Sammlung von bedeutenden Grabsteinen aus der Renaissancezeit und ist nicht öffentlich zugänglich.

#### Ulrichskapelle
Die katholische Ulrichskapelle liegt im nördlichen Bereich des Friedhofs.

### Lotzbeck-Villa
Die schlossartige Lotzbeck-Villa wurde 1821 am Heckenweg erbaut und der umgebende Park erstreckte sich bis ans Seeufer. 1970 wurden die Villa sowie die umgebenden Nebengebäude abgerissen.

### Schloss Holdereggen

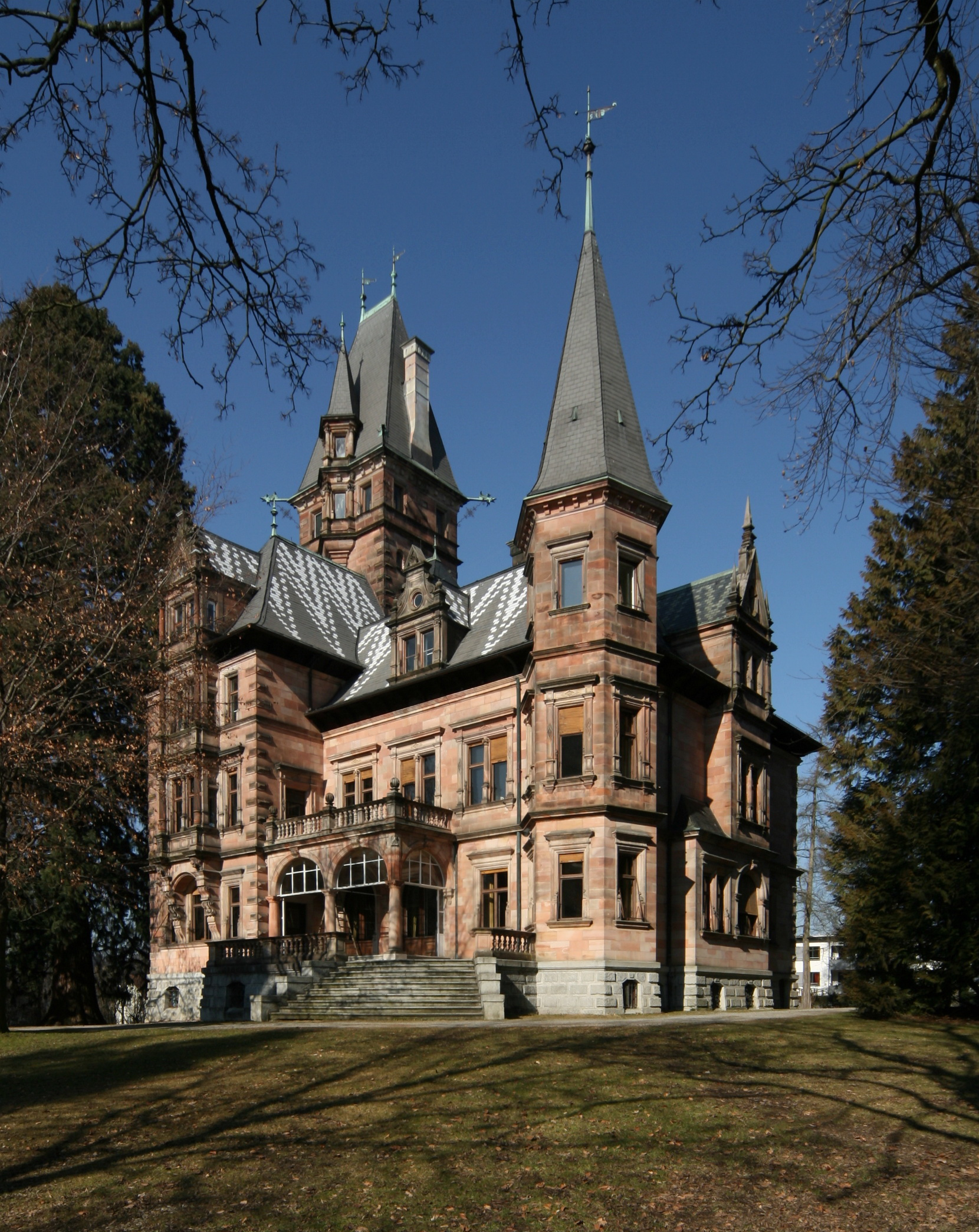
Schloss Holdereggen

Dieses Schloss wurde von Hermann Näher (* 13. Januar 1838 in Lindau-Aeschach; † 1908) erbaut, der am 18. Mai 1902 zum Lindauer Ehrenbürger ernannt wurde.

### Schloss Moos
Ab 1820 wurde das „Alte Schloss“ in der Anheggerstraße (Hausnummer 51) errichtet und es erfolgten etwa um 1830 Umbauten des Gebäudes.
1836 wurde das Schloss erworben durch Friedrich von Quadt-Wykradt-Isny.

In den Jahren 1880 bis 1882 wurde eine backsteinerne Kapelle – die „Rosenkranzkapelle“ – durch Joseph Anton Müller im neugotischen Stil erbaut, 1882 geweiht und später durch einen Kreuzgang mit dem „Alten Schloss“ verbunden.
Gegen Ende des 19. Jahrhunderts erfolgte die Errichtung des „Neuen Schlosses“ (Hausnummer 53) im neugotischen Stil als zweistöckiges Gebäude mit Flachdach. Von 1908 bis 1910 erhielt das Gebäude zwei weitere Stockwerke und ein Walmdach.
In den Jahren 2000 bis 2004 wurden umfangreiche Sanierungs- und Renovierungsarbeiten durchgeführt.

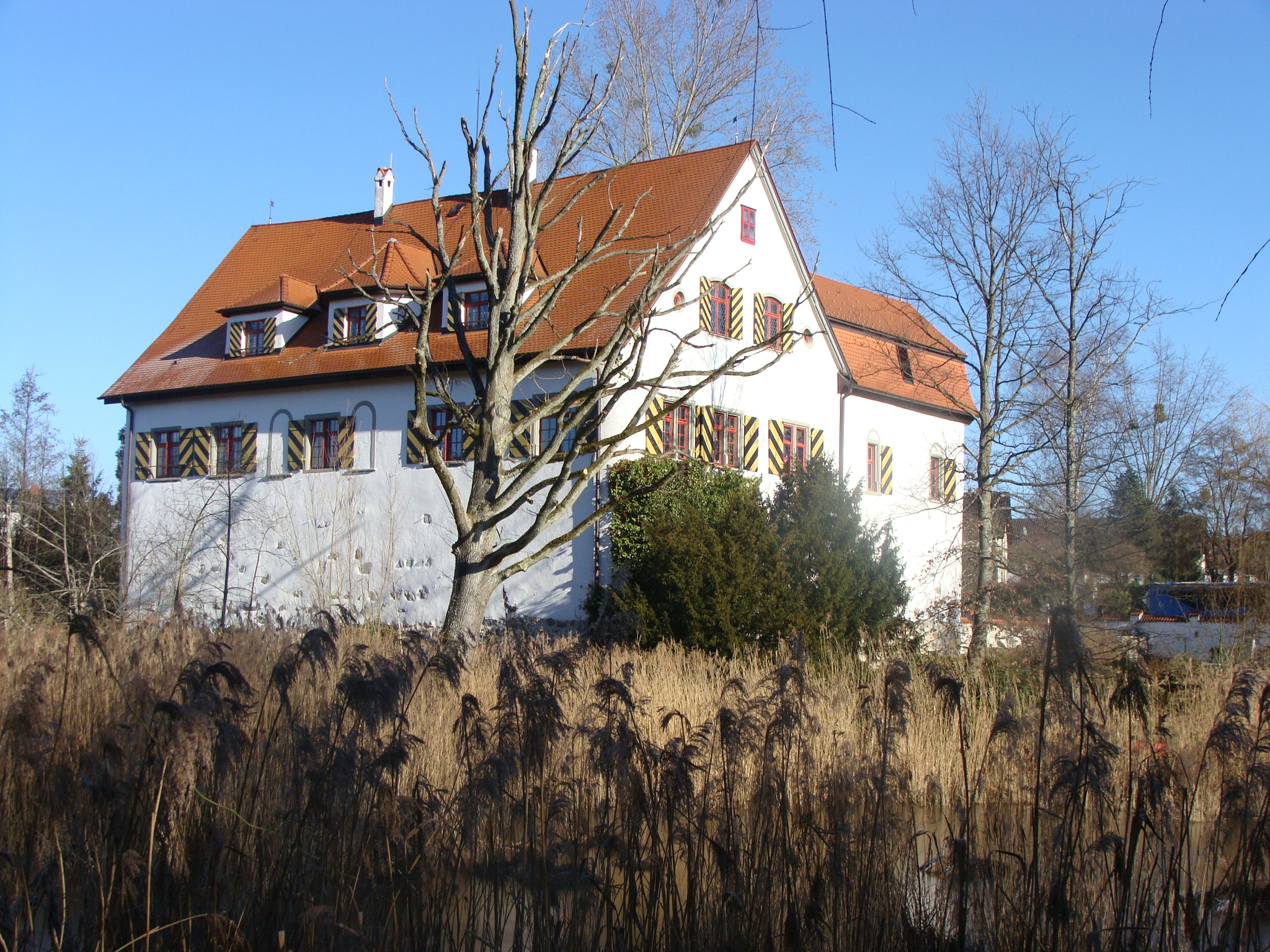
Schloss Senftenau

### Schloss Senftenau
Die  im 13. Jahrhundert errichtete Anlage bestand aus dem Schloss und einer Mühle, sie kam nach 1356 in den Besitz wechselnder Lindauer Patriziergeschlechter und wurde als Sommersitz genutzt.

### Römervilla (heute Römerpark)
In der Nähe einer zerfallenen Römervilla auf dem Aeschacher Berg wurde die gotische Krell-Kapelle errichtet, die ebenso wie die Mauer des Friedhofs mit Steinen dieser Römervilla gebaut wurde. Im Römerpark informiert eine Informationstafel und eine Steinsetzung über die Grundrisse der ehemaligen Villa.
Eine abgegangene Sehenswürdigkeit war der 2011 abgerissene Aeschacher Hof.

## Infrastruktur

### Bildung
In Aeschach gibt es verschiedene Schulen:
- Grundschule Lindau-Aeschach
- Mittelschule Lindau-Aeschach
- Staatliche Realschule für Knaben Lindau
- Staatliche Fachoberschule
- Valentin-Heider-Gymnasium
- Bodensee-Gymnasium Lindau

### Verkehr

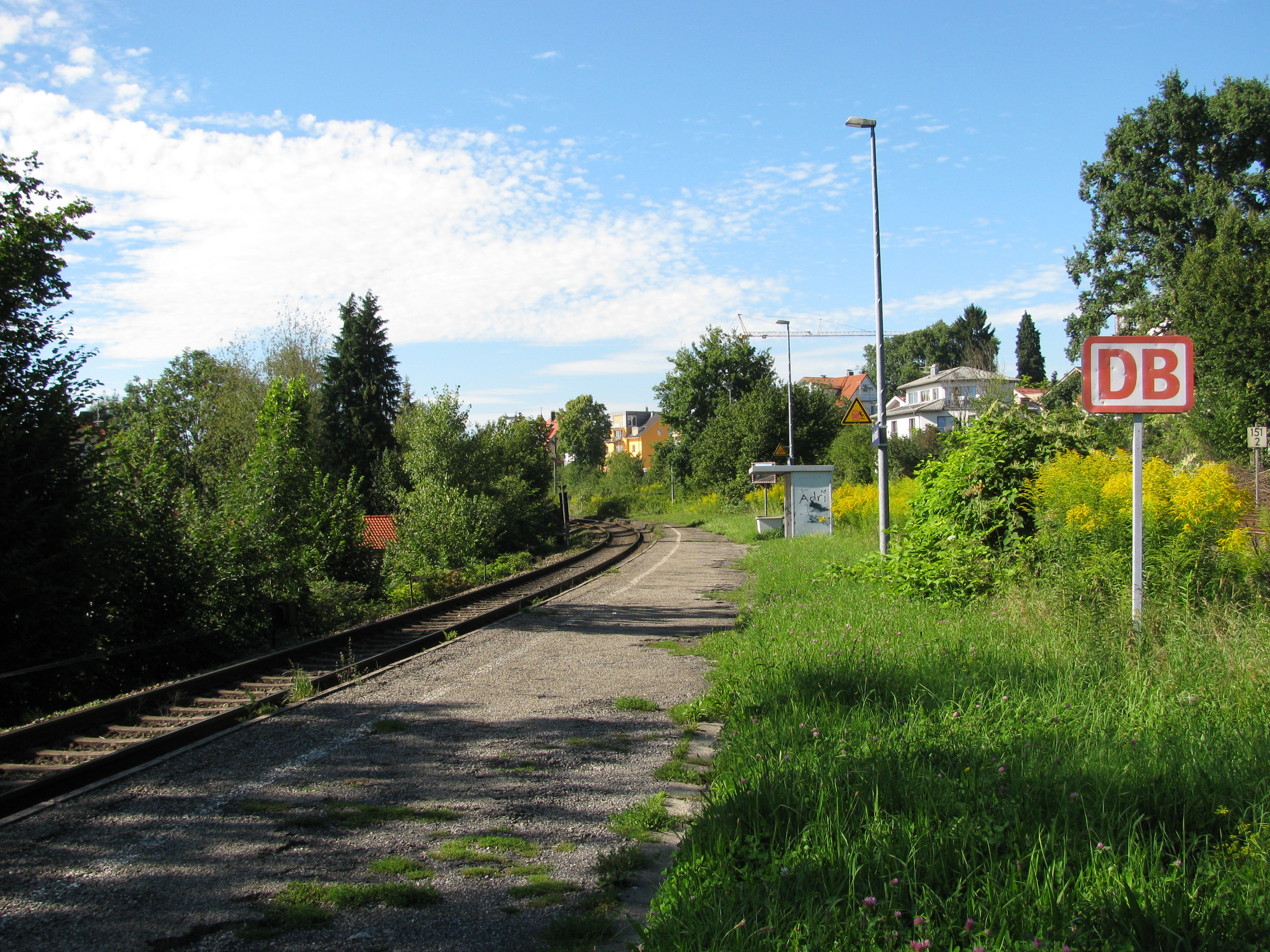
Haltepunkt Lindau-Aeschach

Aeschach verfügt über einen Haltepunkt an der Bahnstrecke Friedrichshafen–Lindau und ist durch den Stadtbus Lindau erschlossen.

## Persönlichkeiten
- Esaias Gruber (* um 1530 † um 1595)
- Ludwig Kick (1857–1947), Ingenieur und Stifter
- Bruno Wille (1860–1928), deutscher Prediger, Journalist und Schriftsteller
- Alexander von Bernus (1880–1965), deutscher Schriftsteller
- Wilhelm Sieß (1883–1936), Politiker

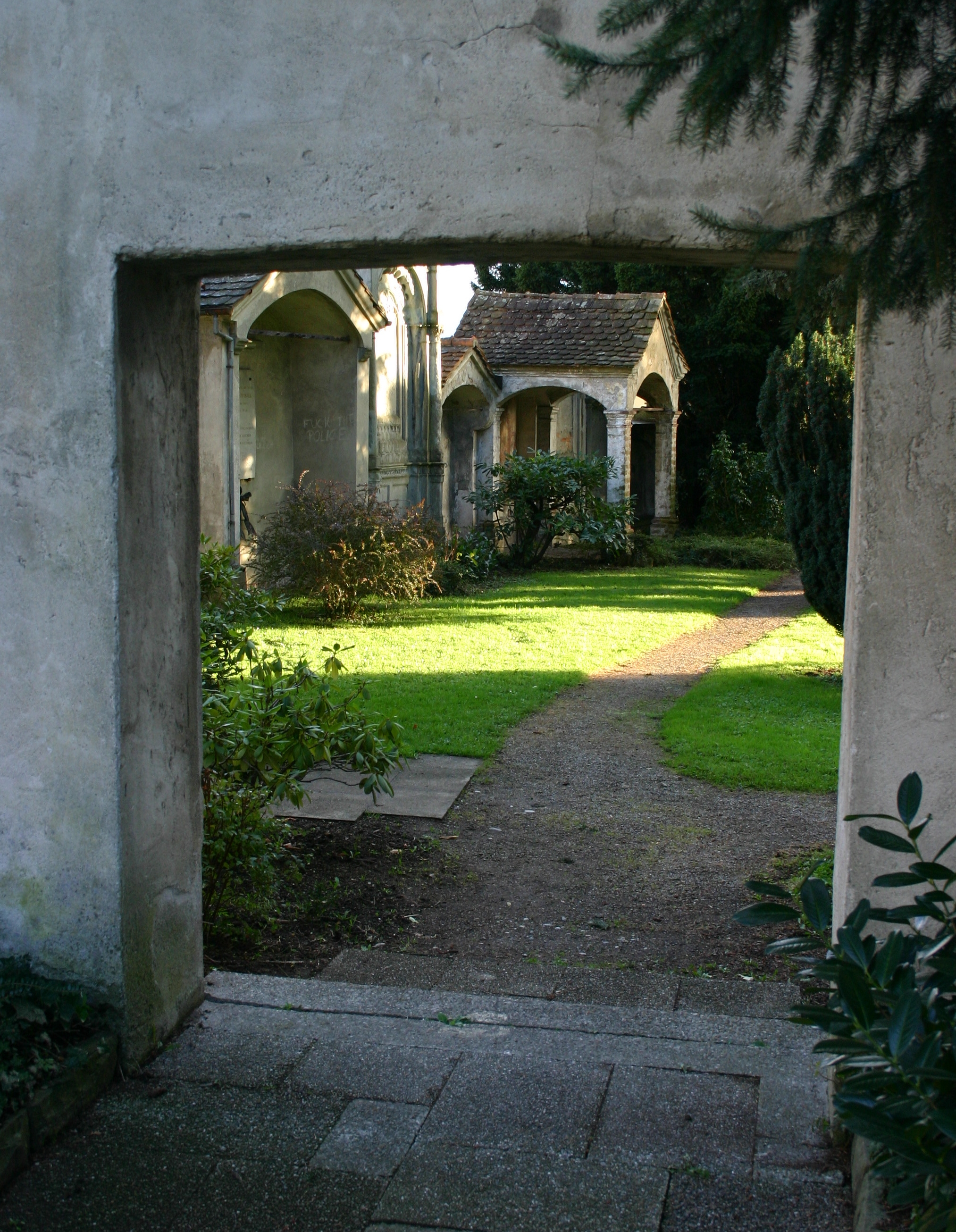
Alter Friedhof in Aeschach
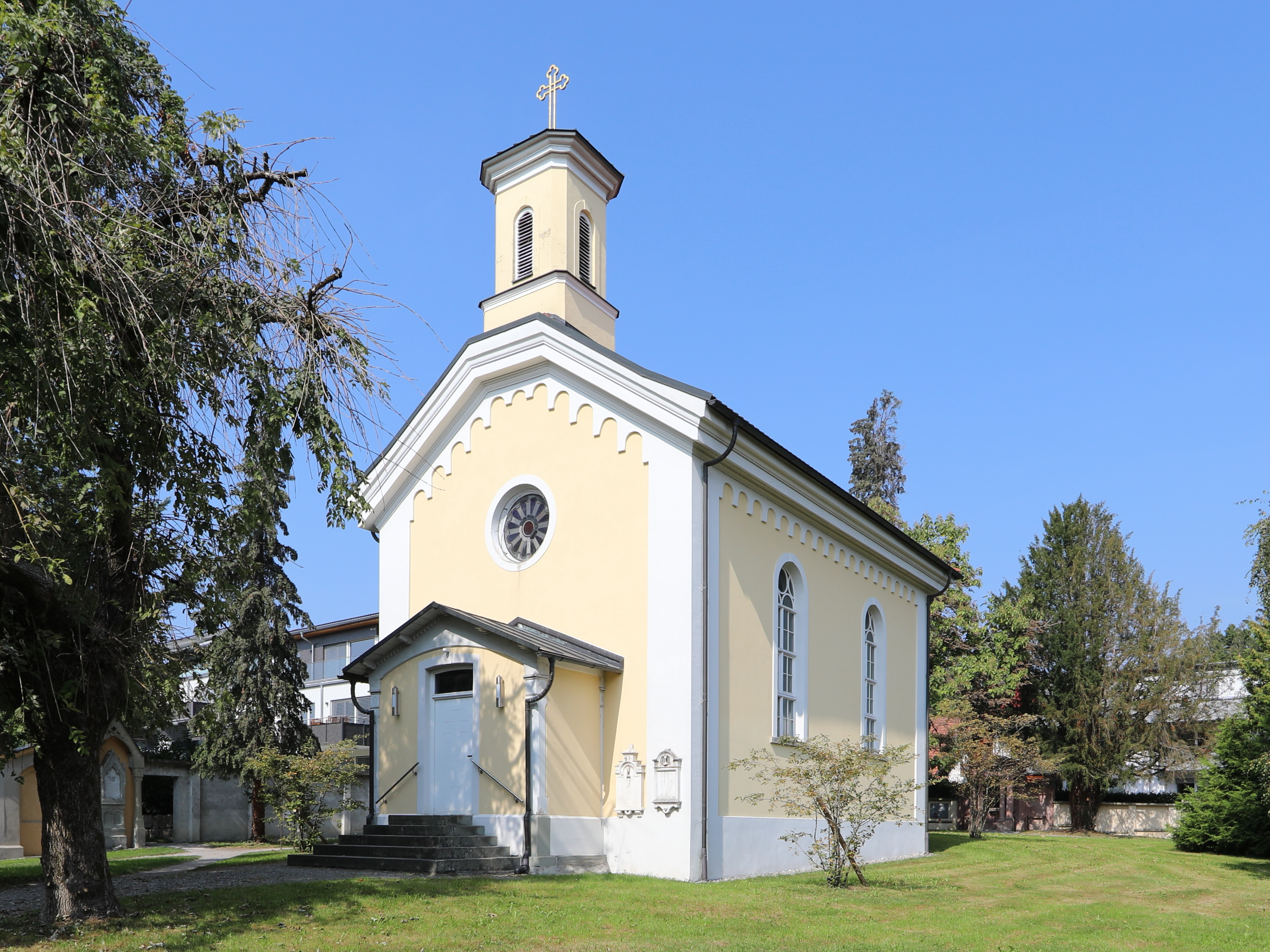
Alter Friedhof in Aeschach, Ulrichskapelle
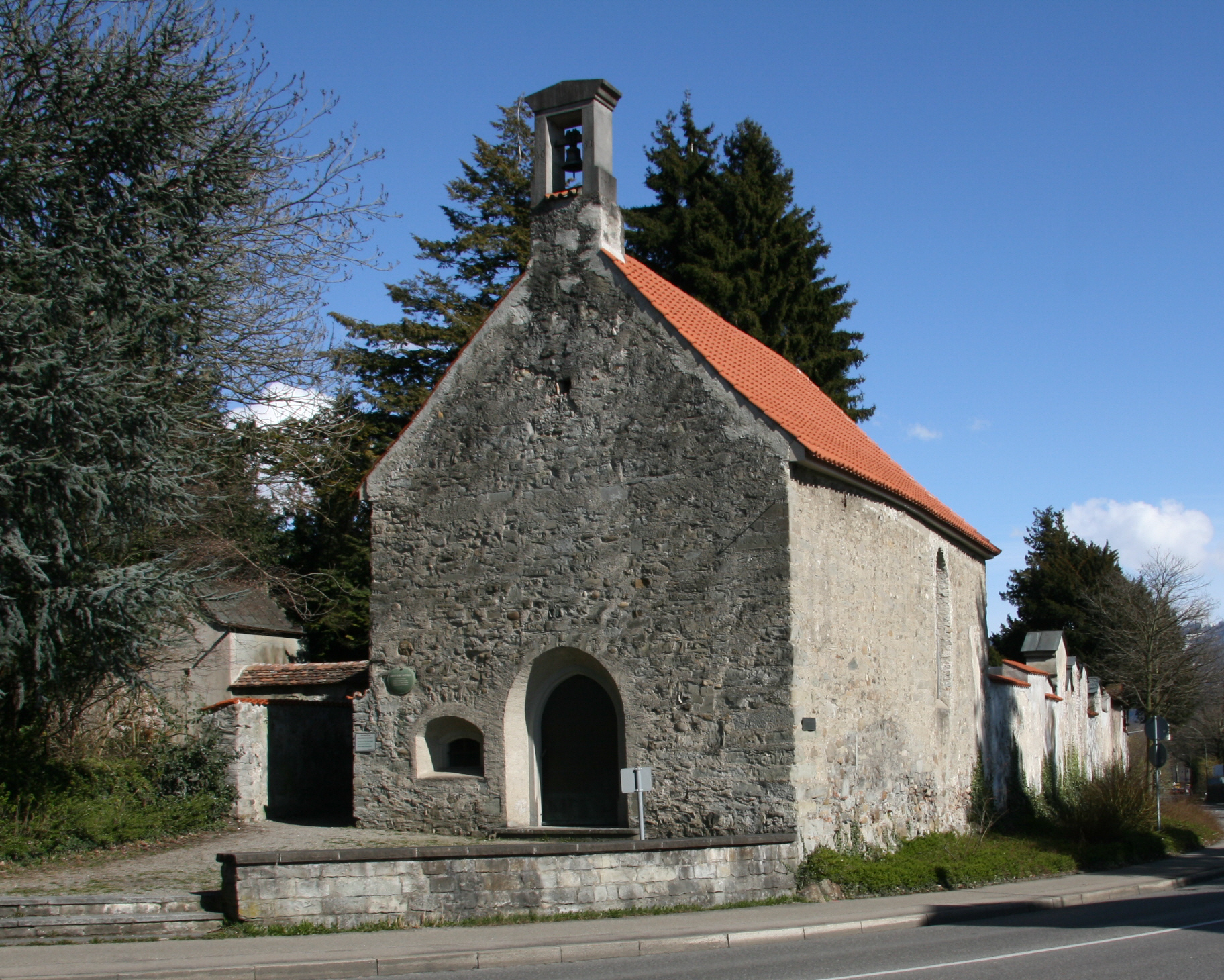
Krellsche Kapelle
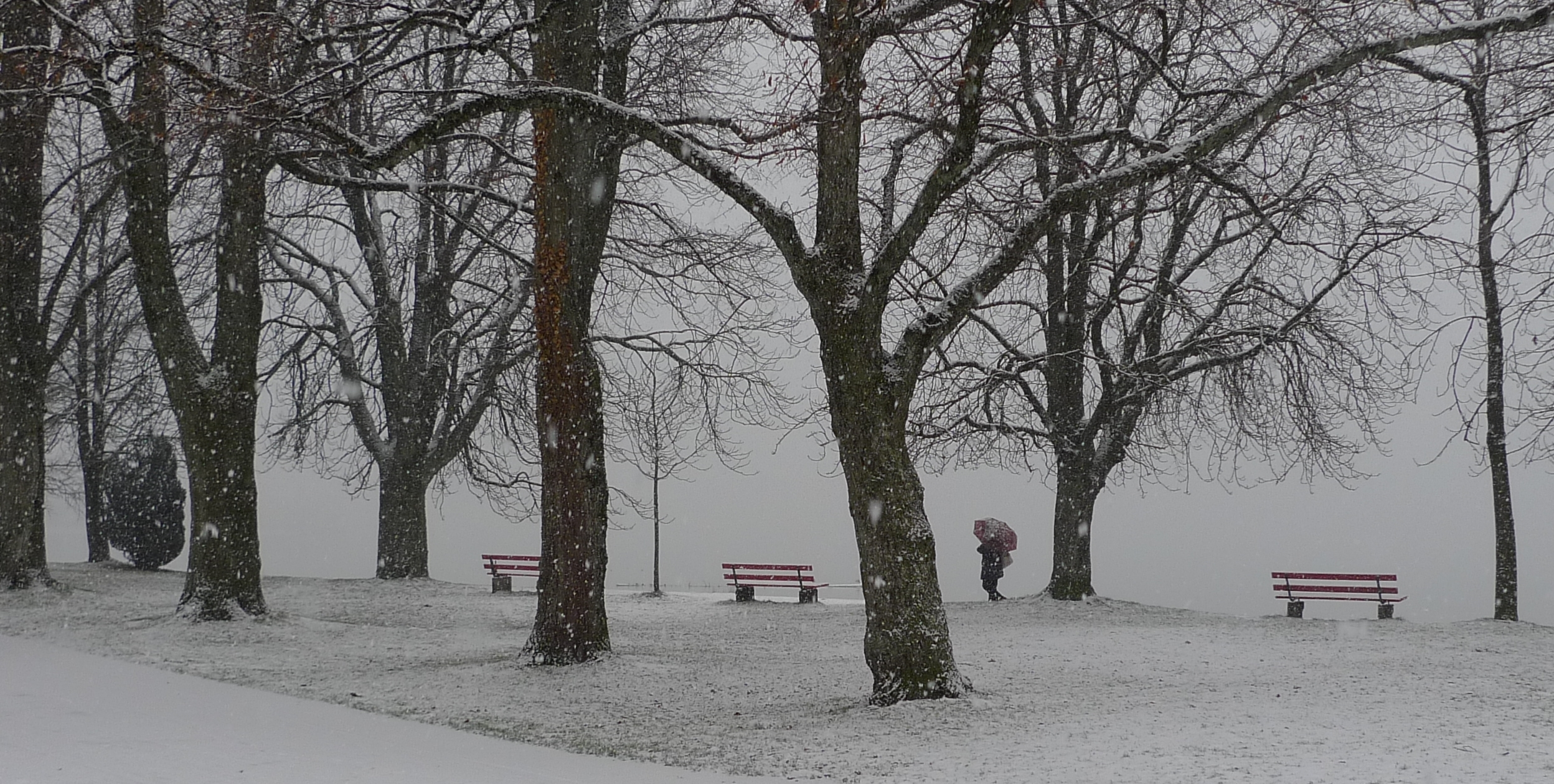
Bodensee-Ufer in Aeschach